# Lester Quiñones
Lester Quiñones (Brentwood, 16 de novembro de 2000) é um jogador dominicano-americano de basquete profissional que atualmente joga no Philadelphia 76ers da National Basketball Association (NBA) e no Delaware Blue Coats da G-League.
Ele jogou basquete universitário pela Universidade de Memphis e profissionalmente pelo Golden State Warriors e pelo Santa Cruz Warriors.

## Início da vida e carreira no ensino médio
Quiñones cresceu em Brentwood, Nova York e começou a jogar basquete em seu sexto ano. Nos seus primeiros dois anos de ensino médio, ele frequentou a Brentwood High School. Em sua terceira temporada, Quiñones se transferiu para a Upper Room Christian School em Dix Hills, Nova York, onde teve média de 19,3 pontos. Ele foi nomeado para o hall da fama do basquete de Long Island em 2017.
Para sua última temporada, Quiñones se mudou para a St. Benedict's Preparatory School em Newark, Nova Jersey. Ele se juntou a um programa de basquete classificado nacionalmente e se tornou companheiro de equipe de Precious Achiuwa. Quiñones ajudou sua equipe a alcançar um recorde de 28–2 e uma classificação entre os 10 melhores times nacionais pelo MaxPreps. No verão, Quiñones jogou, ao lado de Achiuwa, pelo New Heights com médias de 15,2 pontos e 4,7 rebotes no circuito da Under Armour Association (UAA).
Antes da temporada de 2018–19, Quiñones se transferiu para a IMG Academy, uma escola preparatória em Bradenton, Flórida, com um programa de basquete de sucesso. Ele teve médias de 24 pontos, nove rebotes e seis assistências com 38% de aproveitamento nas bolas de três pontos.

### Recrutamento
Quiñones terminou sua carreira no ensino médio e no pós-secundário como um recrutamento unânime de quatro estrelas. Em 10 de maio de 2019, ele se comprometeu a jogar basquete universitário pela Universidade de Memphis, sob o comando do técnico Penny Hardaway. Ele também considerou fortemente a possibilidade de jogar por Indiana.

## Carreira universitária
Com James Wiseman de fora devido a questões de elegibilidade, Quiñones teve seu primeiro duplo-duplo em 16 de novembro de 2019, registrando 21 pontos e 10 rebotes na vitória por 102–56 sobre Alcorn State. Como resultado, ele foi nomeado o Calouro da Semana da AAC em 18 de novembro. Ao final da temporada regular, ele teve médias de 10,7 pontos, 3,8 rebotes e 2,2 assistências e foi nomeado para a Equipe de Novatos da AAC. Após sua terceira temporada, Quiñones anunciou sua intenção de deixar Memphis e se declarar para o draft da NBA.

## Carreira profissional

### Golden State/Santa Cruz Warriors (2022–2024)
Após não ser selecionado no draft da NBA de 2022, Quiñones assinou um contrato de duas vias com o Golden State Warriors em 5 de julho de 2022. Ele foi dispensado pelos Warriors em 13 de outubro.
Em 15 de outubro de 2022, Quiñones assinou com o Santa Cruz Warriors da G-League. Em 25 de fevereiro de 2023, ele teve uma performance impressionante, marcando 42 pontos e pegando 8 rebotes em uma derrota por 112–119 para o Salt Lake City Stars.
Em 2 de março de 2023, Quiñones assinou um contrato de 10 dias com o Golden State Warriors, mas não entrou em quadra durante esse período. Dez dias depois, ele foi novamente adquirido pelo Santa Cruz.
Em 17 de março de 2023, Quiñones assinou um contrato de duas vias com o Golden State Warriors. Ele fez sua estreia na NBA em 31 de março, contra o San Antonio Spurs, jogando um minuto e garantindo seu primeiro rebote. Em 4 de abril, ele foi nomeado o Jogador que Mais Evoluiu na G-League.
Em 24 de julho de 2023, Quiñones assinou outro contrato de duas vias com os Warriors. Em 22 de fevereiro de 2024, ele assinou um contrato padrão com o Golden State. Em 3 de março, ele liderou os Warriors em pontos e minutos em uma derrota por uma grande diferença contra o Boston Celtics.

### Philadelphia 76ers / Delaware Blue Coats (2024–Presente)
Em 26 de setembro de 2024, Quiñones assinou um contrato de duas vias com o Philadelphia 76ers e com seu afiliado da G-League, Delaware Blue Coats.

## Carreira na seleção
Quiñones joga pela Seleção Dominicana. Ele se juntou à equipe sub-18 na Copa América Sub-18 de 2018 em St. Catharines, Ontário. Em seis jogos, Quiñones teve médias de 17,5 pontos, 6,3 rebotes e 3,5 assistências, liderando sua equipe ao sexto lugar. Sua melhor performance aconteceu em uma derrota para Porto Rico, quando ele registrou 31 pontos e sete bolas de três pontos.

## Vida pessoal
Quiñones nasceu nos Estados Unidos, mas é de ascendência salvadorenha, dominicana e porto-riquenha. Internacionalmente, ele representa a República Dominicana.

## Estatísticas de carreira

### NBA

#### Temporada regular
| Ano      | Equipe       | PJ | PT | MPJ  | AP   | 3P   | LL   | RT  | AS  | BR | TO | PPJ |
| -------- | ------------ | -- | -- | ---- | ---- | ---- | ---- | --- | --- | -- | -- | --- |
| 2022–23  | Golden State | 4  | 0  | 4.5  | .400 | .500 | .667 | .8  | .5  | .3 | .0 | 2.5 |
| 2023–24  | Golden State | 37 | 0  | 10.7 | .397 | .364 | .690 | 1.9 | 1.0 | .2 | .1 | 4.4 |
| Carreira | Carreira     | 41 | 0  | 7.6  | .398 | .432 | .678 | 1.3 | .7  | .2 | .0 | 3.4 |

#### Playoffs
| Ano  | Equipe       | PJ | PT | MPJ | AP   | 3P   | LL    | RT  | AS | BR | TO | PPJ |
| ---- | ------------ | -- | -- | --- | ---- | ---- | ----- | --- | -- | -- | -- | --- |
| 2024 | Golden State | 1  | 0  | 2.2 | .500 | .000 | 1.000 | 1.0 | .0 | .0 | .0 | 4.0 |

### Universitário
| Ano      | Equipe   | PJ | PT | MPJ  | AP   | 3P   | LL   | RT  | AS  | BR  | TO | PPJ  |
| -------- | -------- | -- | -- | ---- | ---- | ---- | ---- | --- | --- | --- | -- | ---- |
| 2019–20  | Memphis  | 26 | 23 | 29.4 | .402 | .313 | .804 | 3.8 | 2.2 | .8  | .1 | 10.7 |
| 2020–21  | Memphis  | 28 | 28 | 26.3 | .432 | .400 | .672 | 5.8 | 1.9 | .9  | .2 | 9.5  |
| 2021–22  | Memphis  | 33 | 30 | 27.2 | .449 | .390 | .750 | 3.5 | 1.3 | 1.2 | .1 | 10.0 |
| Carreira | Carreira | 87 | 81 | 27.6 | .427 | .367 | .742 | 4.3 | 1.7 | .9  | .1 | 10.0 |

Fonte: